# جغرافیای جمهوری چک

موقعیت جمهوری چک در اروپا.

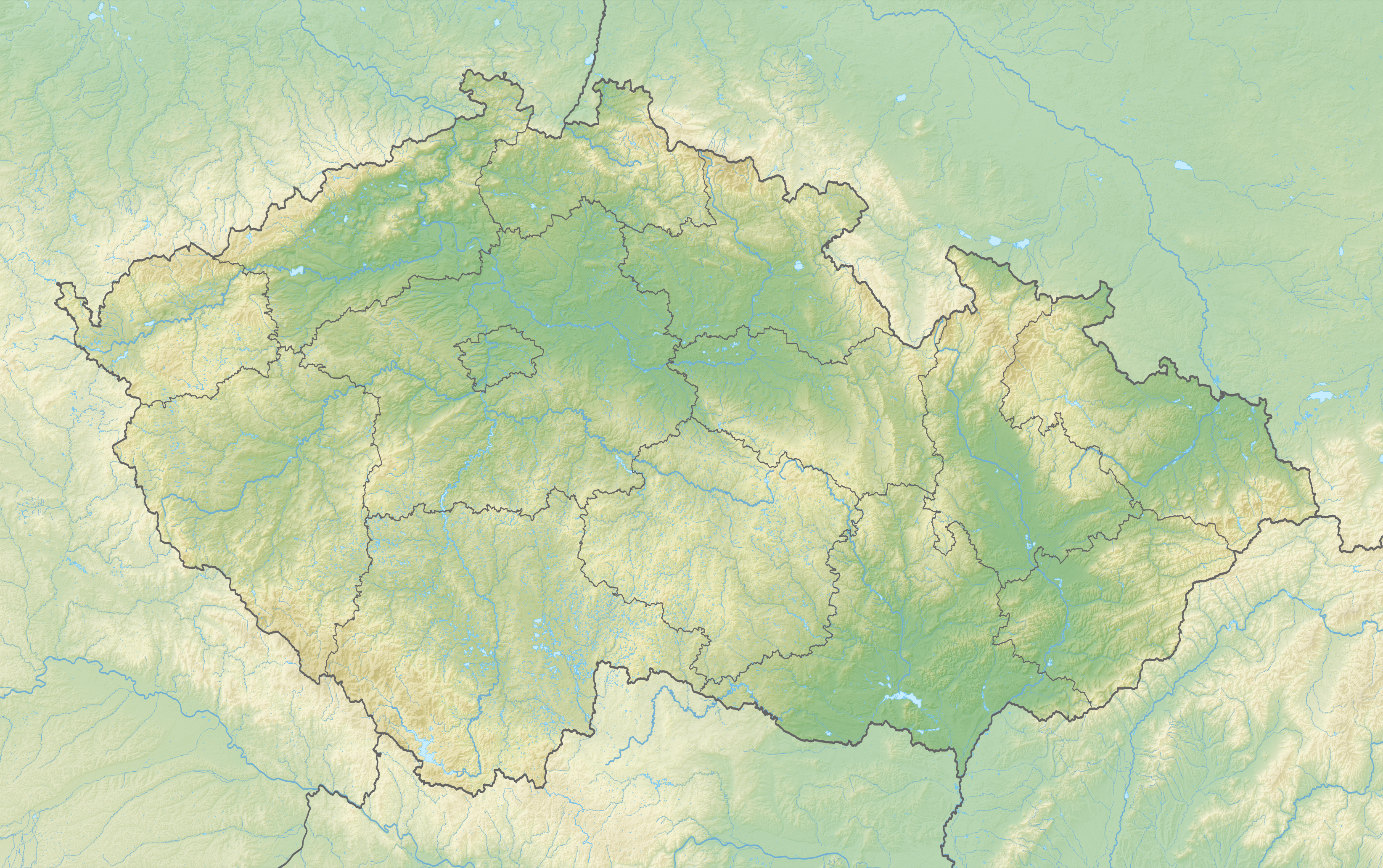
نقشه ناهمواری‌های جمهوری چک.

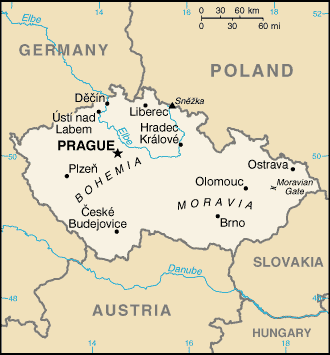
نقشه سیاسی جمهوری چک.

جمهوری چک (به چکی: Česká republika, Česko) کشوری واقع در اروپای مرکزی و یکی از اعضای اتحادیه اروپا است. جمهوری چک در قلب اروپا واقع شده و با کشورهای آلمان، لهستان، اتریش و اسلواکی هم‌مرز است.
مساحت این کشور حدود ۷۸٬۸۶۴ کیلومتر مربع است و شامل مناطق تاریخی بوهم، موراوی و سیلزی می‌شود. مراکز منطقه‌ای این سه ناحیه به‌ترتیب پراگ، برنو و استراوا هستند. پایتخت کشور، پراگ، بزرگ‌ترین شهر جمهوری چک نیز هست.
این کشور در تاریخ اول ژانویه ۱۹۹۳ و به دنبال تقسیم کشور چکسلواکی سابق پدید آمد. پایتخت و بزرگ‌ترین شهر آن شهر پراگ است با وجودی که عضو اتحادیه اروپا است واحد پول آن کرونا است.
جمهوری چک کشوری محصور به خشکی است که در اروپای مرکزی واقع شده است و از نظر تاریخی به سه ناحیه بوهم، موراویا، و سیلزی تقسیم می‌شود. بیشتر مرزهای جمهوری چک از مناطق کوهستانی تشکیل شده‌اند. در مرزهای جنوب غرب جنگل بوهم، در شمال غرب کوهستان ارتس، و در شمال کشور ناحیه زودت و کوهستان کرکونوشه (Krkonoše) قرار گرفته است. آب‌های روان در سرزمین چک پس از گذر از دیگر کشورها به سه دریا یعنی دریای شمال، دریای بالتیک و دریای سیاه می‌ریزند.
بیشتر شهرها و روستاهای کشور کوچک‌اند. از شهرهای بزرگ دیگر می‌توان به پیلزن، چسکه بودیوویتسه، اولوموتس، استراوا و هرادتس کرالووه اشاره کرد.
در کشور ۱۳۵۱ منطقهٔ حفاظت‌شده وجود دارد که شامل سه پارک ملی بزرگ با مساحت کلی ۱٬۱۱۱٫۲ کیلومتر مربع می‌شوند. این مناطق تقریباً ۱۲ درصد از خاک کشور را پوشش می‌دهند. حفاظت از طبیعت در جمهوری چک قدمتی دیرینه دارد، و همین امر سبب شده است که بسیاری از مناطق کشور از نظر بوم‌زیستی پاکیزه باشند و مقصدی محبوب برای گردشگری و استراحت به‌شمار آیند. این کشور دارای ۱۵٬۰۰۰ دریاچه و آبگیر، شکل‌گیری‌های سنگی ماسه‌سنگی، ۲٬۰۰۰ چشمهٔ آب معدنی، صدها قلعه و کاخ، چمنزارها و کشتزارها است. ارزشمندترین نواحی طبیعی کشور تحت حفاظت دولتی‌اند و عنوان پارک ملی یا منطقهٔ حفاظت‌شده دارند.
سدها و مخزن‌ها نیز در جمهوری چک بسیار رایج‌اند و علاوه بر تأمین آب آشامیدنی و تولید برق، در پیرامون آن‌ها نواحی تفریحی ساخته شده‌اند، مانند دریاچهٔ لیپنو یا سد اورلیک.
جمهوری چک از نظر آب‌های معدنی درمانی نیز بسیار غنی است و همین امر به شکوفایی آبگرم‌ها انجامیده است. چشمه‌های درمانی کارلووی واری، ماریانسکه لازنه و فرانتشن‌باد در این کشور قرار دارند و با هم «مثلث طلایی سلامت جمهوری چک» را تشکیل می‌دهند.

## ناهمواری‌ها
جمهوری چک سرزمین متنوعی دارد. منطقه بوهم که در غرب کشور واقع شده توسط رودهای البه (چکی: Labe) و مولداو (چکی: Vltava) آبیاری می‌شود و کوهستان‌های کم‌ارتفاع کرکونوشه و زودت آن را احاطه کرده‌اند. بلندترین نقطه کشور یعنی اسنیژکا (Sněžka) که ۱۶۰۲ متر ارتفاع دارد در همین منطقه و در مرز بوهم با لهستان واقع شده است. اسنیژکا در زبان چکی به معنای «برف‌پوش» است.
موراویا که بخش شرقی کشور را تشکیل می‌دهد نیز منطقه‌ای پر از تپه و ماهور است. این منطقه توسط رودخانه موراوا آبیاری می‌شود و سرچشمه رود اودر (چکی: Odra) نیز در این ناحیه قرار دارد. مرز شرقی موراویا از کوهستان بسکید و کارپات سفید تشکیل شده است. تنها مرز چک با اتریش کوه‌های کمی دارد و عمدتاً با رود تایا (چکی: Dyje دیه) مشخص شده است.
کم‌ارتفاع‌ترین نقطه جمهوری چک با ۱۱۵ متر ارتفاع هژنسکو (Hřensko) نام دارد و در محلی واقع شده که رودخانه البه کشور را ترک می‌کند.
چشم‌انداز جمهوری چک عمدتاً از تپه‌ها و کوه‌های با ارتفاع متوسط تشکیل شده است. کوه‌های اوره در شمال‌غرب، کوه‌های جاینت و کوه‌های ایگل در شمال، بِسکیدها و کارپات‌ها در شمال‌شرق، کوه‌های شوماوا در جنوب و جنوب‌غرب و جنگل بوهمی در غرب قرار دارند. جمهوری چک در بلندهای چک-موراوی جای گرفته است که مرز حوضه‌های آبریز رودخانه البه (یا «لابا») و رود دانوب است. رود البه از کشور عبور می‌کند. دیگر رودخانه‌های مهم عبارت‌اند از ولتاوا (بلندترین رود کشور با طول ۴۴۰ کیلومتر)، موراوا و دییه در ناحیهٔ موراوی.
چشم‌اندازهای جمهوری چک از تنوع چشمگیری برخوردارند. دره‌های پهناور با شبکه‌ای متراکم از رودها و دریاچه‌ها جای خود را به جنگل‌های انبوه، تپه‌ها و خط‌الرأس‌هایی می‌دهند که طراوت و خنکی غارهای چکیده‌سنگی را در دل خود دارند. نواحی جنگلی عمدتاً در مناطق کوهستانی و همچنین در نواحی میانی بوهم واقع شده‌اند.

## آب و هوا
آب و هوای جمهوری چک معتدل است و بین آب و هوای اقیانوسی و آب و هوای قاره‌ای گذرا است. تابستان‌ها نسبتاً خنک و خشک است، با دمای متوسط در اکثر مناطق حدود ۲۰ درجه سانتی‌گراد، زمستان‌ها نسبتاً معتدل و مرطوب و میانگین دمای هوا در اکثر مناطق حدود صفر درجه سانتی‌گراد است. رطوبت نسبی بین ۶۰ تا ۸۰ درصد تغییر می‌کند.
درجه حرارت بسته به ارتفاع متفاوت است. به‌طور کلی، در ارتفاعات بالاتر، دما کاهش می‌یابد و بارندگی افزایش می‌یابد. مرطوب‌ترین منطقه در جمهوری چک در اطراف بیلی پوتوک در کوه‌های ییزرا و خشک‌ترین منطقه آن شهرستان لونی در شمال غربی پراگ است.
عامل دیگر توزیع کوه‌ها است. در بلندترین قله کشور یعنی اسنیه‌ژکا (۱۶۰۳ متر)، میانگین دما ۰٫۴- درجه سانتی‌گراد است، در حالی که در مناطق پست استان موراویای جنوبی، میانگین دما به ۱۰ درجه سانتی‌گراد می‌رسد. پایتخت این کشور، پراگ، دارای میانگین دمای مشابهی است، اگرچه متأثر از عوامل شهری است.
سردترین ماه معمولاً ژانویه و پس از آن فوریه و دسامبر است. در این ماه‌ها برف در کوه‌ها و گاهی در شهرها و دشت‌ها می‌بارد. در ماه‌های مارس، آوریل و مه، دما معمولاً افزایش می‌یابد، به ویژه در ماه آوریل، زمانی که دما و آب و هوا در طول روز متغیر است. همچنین به دلیل ذوب شدن برف با سیلاب گاه به گاه، سطح آب در رودخانه‌ها بالا می‌رود. گرم‌ترین ماه سال ژوئیه و پس از آن اوت و ژوئن است. به‌طور متوسط دمای تابستان حدود ۲۰ تا ۳۰ درجه سانتی‌گراد بیشتر از زمستان است. تابستان نیز با باران و طوفان مشخص می‌شود. پاییز به‌طور کلی در ماه سپتامبر آغاز می‌شود، که هنوز گرم و خشک است. در ماه اکتبر، دما معمولاً به زیر ۱۵ درجه یا ۱۰ درجه سانتی‌گراد می‌رسد و درختان برگریز شروع به برگ‌ریزی می‌کنند. تا پایان نوامبر، دما معمولاً در حدود نقطه انجماد متغیر است.
سردترین دمایی که تاکنون در جمهوری چک اندازه‌گیری شده است منفی ۴۲٫۲ در لیتوینوویتسه در نزدیکی چسکه بودیوویتسه در سال ۱۹۲۹ بوده است. گرم‌ترین درجه، ۴۰٫۴۰ درجه سانتی‌گراد در دوبریخوویتسه در سال ۲۰۱۲ بوده است.
بیشتر بارش باران در تابستان‌ها است. رعد و برق شدید، وزش بادهای ویرانگر، تگرگ، و گردباد گاه به گاه در این کشور رخ می‌دهد، به ویژه در فصل تابستان.

## تقسیمات کشوری
جمهوری چک از سال ۲۰۰۰ میلادی به ۱۳ منطقه (به چکی: kraje، به انگلیسی: region) تقسیم شده است.
هر یک از این مناطق یک شورای منطقه‌ای (krajské zastupitelstvo) و یک رئیس شورای منطقه‌ای (hejtman) برای خود انتخاب می‌کند.

نقشه جمهوری چک به تفکیک استان‌ها.

| (پلاک خودرو) | منطقه                                       | مرکز                              | جمعیت (برآورد ۲۰۰۴) | جمعیت (برآورد ۲۰۱۰) |
| ------------ | ------------------------------------------- | --------------------------------- | ------------------- | ------------------- |
| A            | پراگ، پایتخت (Hlavní město Praha)           | پراگ، پایتخت (Hlavní město Praha) | ۱٬۱۷۰٬۵۷۱           | ۱٬۲۵۱٬۰۷۲           |
| S            | استان بوهم مرکزی (Středočeský kraj)         | مرکز اداری‌اش: پراگ                | ۱٬۱۴۴٬۰۷۱           | ۱٬۲۵۶٬۸۵۰           |
| C            | استان بوهم جنوبی (Jihočeský kraj)           | چسکه بودیوویتسه                   | ۶۲۵٬۷۱۲             | ۶۳۷٬۷۲۳             |
| P            | استان پلزن (Plzeňský kraj)                  | پلزن                              | ۵۴۹٬۶۱۸             | ۵۷۱٬۸۳۱             |
| K            | استان کارلووی واری (Karlovarský kraj)       | کارلووی واری                      | ۳۰۴٬۵۸۸             | ۳۰۷٬۳۸۰             |
| U            | استان اوستی ناد لابم (Ústecký kraj)         | اوستی ناد لابم                    | ۸۲۲٬۱۳۳             | ۸۳۵٬۸۱۴             |
| L            | استان لیبرتس (Liberecký kraj)               | لیبرتس                            | ۴۲۷٬۵۶۳             | ۴۳۹٬۴۵۸             |
| H            | استان هرادتس کرالووه (Královéhradecký kraj) | هرادتس کرالووه                    | ۵۴۷٬۲۹۶             | ۵۵۴٬۳۷۰             |
| E            | استان پاردوبیتسه (Pardubický kraj)          | پاردوبیتسه                        | ۵۰۵٬۲۸۵             | ۵۱۶٬۷۷۷             |
| M            | استان الوموتس (Olomoucký kraj)              | الوموتس                           | ۶۳۵٬۱۲۶             | ۶۴۱٬۵۵۵             |
| T            | استان موراوی-سیلزی (Moravskoslezský kraj)   | استراوا                           | ۱٬۲۵۷٬۵۵۴           | ۱٬۲۴۴٬۸۳۷           |
| B            | استان موراوی جنوبی (Jihomoravský kraj)      | برنو                              | ۱٬۱۲۳٬۲۰۱           | ۱٬۱۵۲٬۸۱۹           |
| Z            | منطقه زلین (Zlínský kraj)                   | زلین                              | ۵۹۰٬۷۰۶             | ۵۹۰٬۵۲۷             |
| J            | استان ویسوچینا (Vysočina)                   | ییهلاوا                           | ۵۱۷٬۱۵۳             | ۵۱۴٬۸۰۵             |